# Nhiếp ảnh gia

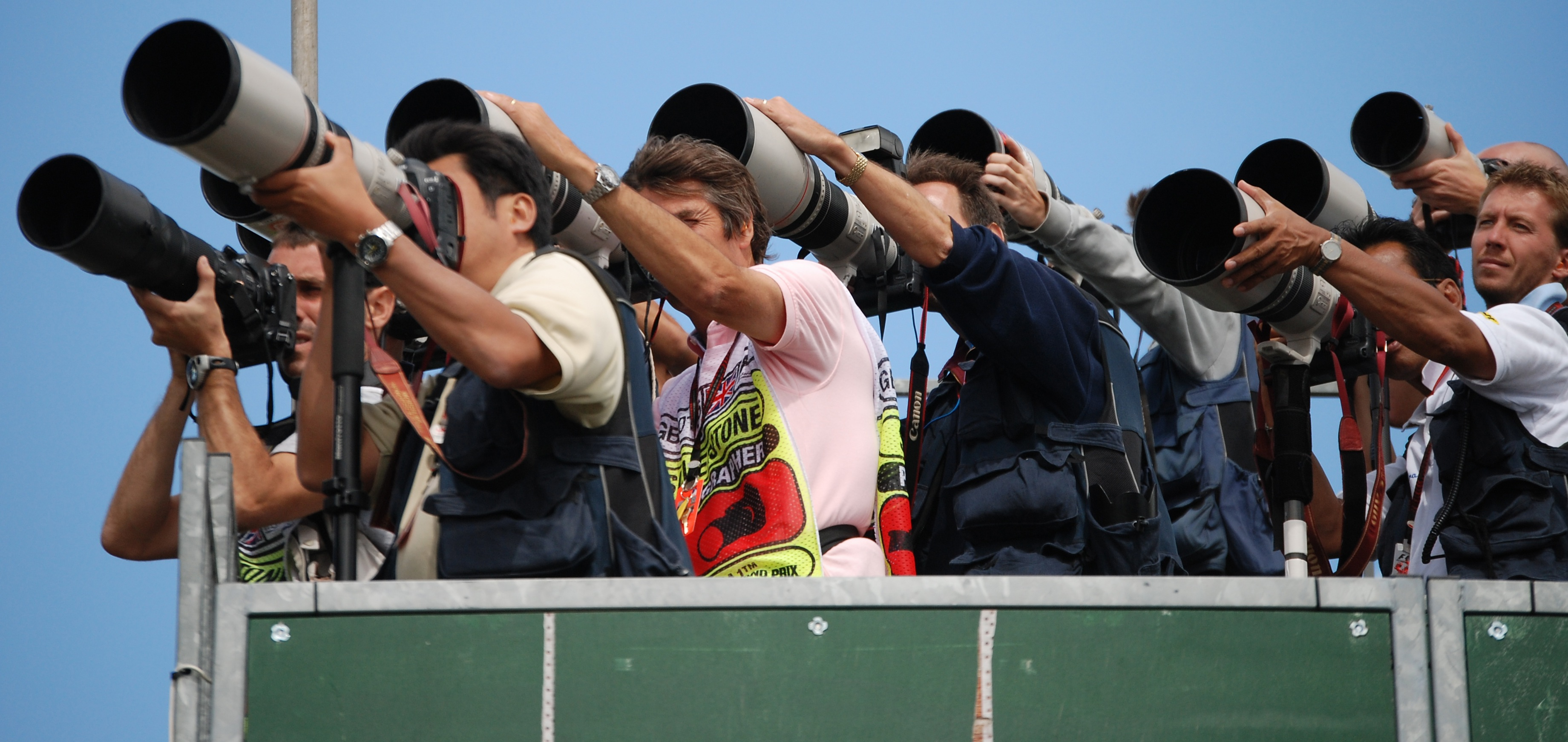
Các nhiếp ảnh gia đang chụp ảnh bằng máy ảnh chuyên nghiệp

Nhiếp ảnh gia Trần Tuấn Việt

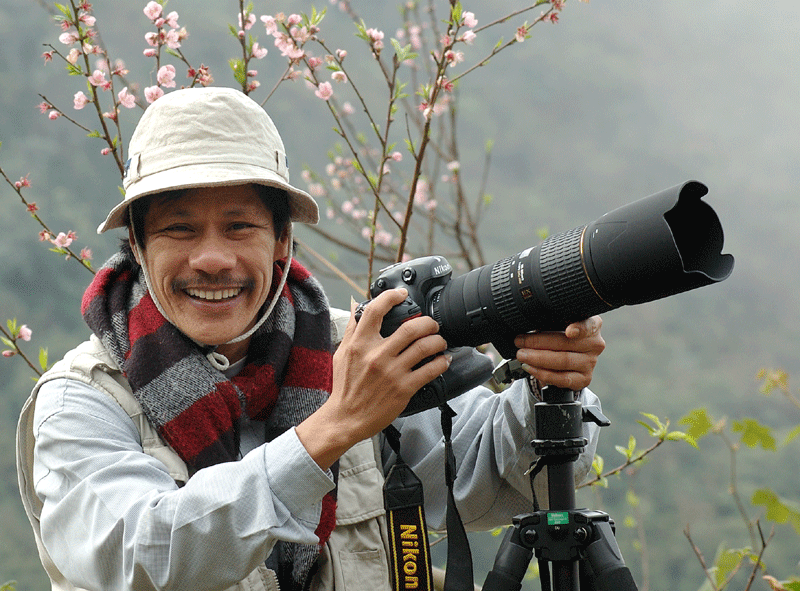
Nhiếp ảnh gia Thái Phiên đang tác nghiệp.

Nhiếp ảnh gia là người chuyên chụp ảnh. Một nhiếp ảnh gia chuyên nghiệp là người có nguồn thu nhập chính từ công việc chụp ảnh ; trong khi đó nhiếp ảnh gia nghiệp dư thì chụp ảnh chỉ để vui vẻ và ghi lại các sự kiện, cảm xúc, nơi chốn hay nhân vật nào đó.

## Phân loại
Nhiếp ảnh gia chuyên nghiệp có thể là nhân viên của một tờ báo với tư cách là phóng viên ảnh, hoặc có hợp đồng chụp ảnh buổi lễ đặc biệt như lễ cưới hoặc lễ tốt nghiệp hoặc là mô phỏng quảng cáo. Các paparazzi là một dạng của nhiếp ảnh gia luôn theo dõi để chụp ảnh những người nổi tiếng để bán cho các tờ báo, cơ quan truyền thông hoặc tổ chức nào đó với giá rất cao.
Nhiếp ảnh gia được phân loại theo chủ đề ảnh họ chụp được như phong cảnh, cuộc sống tĩnh, và tranh ảnh v.v... Một số nhiếp ảnh gia chỉ thích chụp những chủ đề chuyên biệt như ảnh về đường phố, tài liệu, thời trang, đám cưới, chiến tranh, tạp chí hay về thương mại.

## Thương mại hóa ảnh chụp
Các nhiếp ảnh độc quyền trong việc sao chép, sử dụng hình ảnh mà họ chụp được và được bảo vệ bản quyền. Do đó, rất nhiều ngành công nghiệp, cơ quan báo chí mua các bức ảnh chụp để sử dụng trên các ấn phẩm hay sản phẩm.

## Chia sẻ hình ảnh
Nhiều người, đa phần là giới trẻ tải những ảnh mình chụp lên các mạng xã hội để chia sẻ nhóm bạn bè hay cộng đồng chung thông thường với dạng bản quyền tự do.
Một số website, bao gồm Wikimedia Commons , có quy định chặt chẽ về bản quyền và chỉ chấp nhận ảnh chụp với thông tin giấy phép hợp lệ và rõ ràng.